# ГЕС-ГАЕС Санта-Массенца
ГЕС-ГАЕС Санта-Массенца (італ. Santa Massenza) — гідроелектростанція на півночі Італії. Становить верхній ступінь у дериваційному гідровузлі на річці Сарка, яка через озеро Гарда належить до сточища По (басейн Адріатичного моря).
У верхній течії Сарка, протікаючи у меридіональному напрямку з півночі на південь, відділяє Адамелло-Пресанелла Альпи на заході від гірського хребта Брента на сході. Збір води для станції Санта-Массенца розпочинається на західній стороні долини зі сточища річки Арно, яка тече так само у меридіональному напрямку, але з півдня на північ до впадіння в Сарку. Східне відгалуження дериваційного тунелю, що починається у горах Гарда, перетинає долину Арно по сифону та з'єднується із західним відгалуженням біля малої ГЕС Ла-Рокка, після чого починається об'єднаний водозбірний тунель. Останній прямує через Адамелло-Пресанелла Альпи уздовж правого берегу Сарки (проти напрямку течії) та збирає воду її численних приток. В районі з позначкою 900 метрів НРМ (Васка-ді-Валь-Генуя) тунель перетинає Сарку, отримуючи поповнення ресурсом із її верхів'я, та розвертається на південь. Тепер він прямує через гірський хребет Брента по лівому берегу по напрямку течії річки та продовжує збирати воду приток. У певний момент тунель (як і Сарка) повертає на схід та виходить до головного водосховища гідроенергетичної схеми — Лаго-ді-Молвено.
Ця водойма із рівнем поверхні на позначці 823 метри НРМ має об'єм у 234 млн м3 (корисний об'єм 179 млн м3), її довжина та ширина становлять біля 4,4 км та 1,5 км відповідно, а глибина сягає 123 метрів. Водосховище створили на базі природного озера, яке мало підземний стік до розташованого південніше, на шляху до Сарки, озера Нембіо. Для компенсації відтоку споруджена насосна станція Нембіо, що подає воду до головного дериваційного тунелю. З водосховища Молвено ресурс транспортується далі на південний схід через тунель довжиною 5 км, прокладений під Гацца-Паганелла (гірський масив зі складу все того ж хребта Брента), при цьому загальна довжина дериваційної схеми досягає 43,5 км.
Машинний зал, розташований на північному березі озера Санта-Массенца, споруджений у підземному виконанні. Його обладнали турбінами типу Пелтон загальною потужністю 350 МВт, які працюють при напорі у 581 метр.
Описана вище схема стала до ладу в 1951-му, а за п'ять років її доповнили другою. Після повороту Сарки на схід, на ділянці де вона розділяє хребет Брента та розташовані південніше гори Гарда, спорудили водосховище Понте-Піа об'ємом 3,8 млн м3 (корисний об'єм 3 млн м3) з нормальним коливанням рівня між позначками 453 та 464 метри НРМ. Його утримує аркова бетонна гребля висотою 54 метри, довжиною 71 метр та товщиною від 1,9 до 4,9 метра. Звідси до розташованої за 14 км на північний схід станції Santa Massenza проклали другий дериваційний тунель, який забезпечує значно нижчий напір, аніж у першої черги — 221 метр, та живить турбіну типу Френсіс потужністю 27,5 МВт.
Відпрацьована вода потрапляє до озера Санта-Массенца, після чого через озера Тобліна та Каведіне потрапляє на нижній ступінь гідровузла ГЕС Torbole.
Станція може виконувати функцію гідроакумуляції, перекачуючи воду між озерами Santa Massenza та Молвено. Для цього у 1962 році її обладнали двома насосами потужністю по 32 МВт.